# Смаїл Превляк
Смаїл Превляк (босн. Smail Prevljak, нар. 10 травня 1995, Коніц) — боснійський футболіст, нападник німецького клубу «Герта» та національної збірної Боснії і Герцеговини.

## Клубна кар'єра
Народився 10 травня 1995 року в місті Коніц. Розпочав займатись футболом у місцевій команді «Ігман Коніц», а 2013 року потрапив до структури німецького клубу «РБ Лейпциг».
1 липня 2014 року підписав з лейпцизьким клубом перший професійний контракт, а 2 серпня 2014 року в матчі проти «Аалена» він дебютував за першу команду у Другій Бундеслізі. Вже у серпні боснійця будо передано в інший клуб, що знаходиться під управлінням компанії Red Bull, австрійський «Ред Булл», втім на початках грав виключно за фарм-клуб «Ліферінг», що грав у другому дивізіоні Австрії. У листопаді Смаїл отримав право тренуватися з основною командою «Ред Булла». 9 листопада в матчі проти «Альтах» він дебютував у австрійській Бундеслізі. Цей матч так і залишився єдиним для гравця у тому сезоні за клуб. Наступного сезону 2015/16 він зіграв 7 матчів і забив один гол, допомігши «Ред Буллу» виграти «золотий дубль».
В червні 2017 року був відданий в оренду в «Маттерсбург». За підсумками сезону він став найкращим бомбардиром команди, забивши 18 голів в усіх турнірах, після чого повернувся до «Ред Булла», з яким він підписав новий контракт до червня 2022 року.

## Виступи за збірні
2015 року залучався до складу молодіжної збірної Боснії і Герцеговини. На молодіжному рівні зіграв у 5 офіційних матчах.
23 березня 2018 року дебютував в офіційних іграх у складі національної збірної Боснії і Герцеговини в товариському матчі проти збірної Болгарії.

## Статистика виступів

### Статистика клубних виступів
| Сезон                | Команда              | Чемпіонат            | Чемпіонат | Чемпіонат | Кубок | Кубок | Кубок | Континентальні кубки | Континентальні кубки | Континентальні кубки | Інші змагання | Інші змагання | Інші змагання | Усього | Усього |
| Сезон                | Команда              | Ліга                 | Ігор      | Голів     | Ліга  | Ігор  | Голів | Ліга                 | Ігор                 | Голів                | Ліга          | Ігор          | Голів         | Ігор   | Голів  |
| -------------------- | -------------------- | -------------------- | --------- | --------- | ----- | ----- | ----- | -------------------- | -------------------- | -------------------- | ------------- | ------------- | ------------- | ------ | ------ |
| 2014–15              | «РБ Лейпциг»         | 2БЛ (ІІ)             | 1         | 0         | КН    | 0     | 0     | -                    | -                    | -                    | -             | -             | -             | 1      | 0      |
| 2014–15              | «Ред Булл»           | БЛ                   | 1         | 0         | КА    | 0     | 0     | ЛЧ+ЛЄ                | 0+0                  | 0                    | -             | -             | -             | 1      | 0      |
| 2015–16              | «Ред Булл»           | БЛ                   | 7         | 1         | КА    | 2     | 1     | ЛЧ+ЛЄ                | 1                    | 0                    | -             | -             | -             | 10     | 2      |
| Усього за «Ред Булл» | Усього за «Ред Булл» | Усього за «Ред Булл» | 8         | 1         |       | 2     | 1     |                      | 1                    | 0                    |               | -             | -             | 11     | 2      |
| 2014–15              | «Ліферінг»           | ЕЛ (ІІ)              | 17        | 14        | -     | -     | -     | -                    | -                    | -                    | -             | -             | -             | 17     | 14     |
| 2015–16              | «Ліферінг»           | ЕЛ (ІІ)              | 14        | 8         | -     | -     | -     | -                    | -                    | -                    | -             | -             | -             | 25     | 8      |
| 2016–17              | «Ліферінг»           | ЕЛ (ІІ)              | 14        | 2         | -     | -     | -     | -                    | -                    | -                    | -             | -             | -             | 14     | 2      |
| Усього за «Ліферінг» | Усього за «Ліферінг» | Усього за «Ліферінг» | 45        | 24        |       | -     | -     |                      | -                    | -                    |               | -             | -             | 45     | 24     |
| 2017–18              | «Маттерсбург»        | БЛ                   | 29        | 15        | КА    | 4     | 2     | -                    | -                    | -                    | -             | -             | -             | 33     | 17     |
| Усього за кар'єру    | Усього за кар'єру    | Усього за кар'єру    | 85        | 41        |       | 6     | 3     |                      | 1                    | 0                    |               | -             | -             | 92     | 44     |